# Jovens Guerreiros
Ozanari Dungeon (おざなりダンジョン, Ozanari Danjon) e conhecido no Brasil como Jovens Guerreiros é uma série de mangá criada por Motoo Koyama que foi publicado na Monthly Comic Nora entre 1989 até 1996. A série de mangá foi adaptada em uma série de OVA com 3 episódios intitulado Ozanari Dungeon: The Tower of Wind (おざなりダンジョン 風の塔, Ozanari Danjon: Kaze no Tō) pela Toshiba EMI.
No Brasil a série chegou sob o título de Jovens Guerreiros, o mangá foi publicado em 2001 com apenas 4 volumes pela Editora Escala, a série em OVA foi distribuída pela Europinha Home Video e exibida na Rede Record, a dublagem brasileira foi realizada pelo estúdio Álamo.

## Enredo
Mocha e seus dois companheiros são aventureiros de aluguel. Infelizmente, sua busca pela riqueza é prejudicada pela sua incapacidade de concluir um trabalho. Assim como eles estão falindo, os contratos com Mocha para roubar a Cabeça de Dragão mística do Templo de Fogo. Quando o trio finalmente foge com a cabeça, ela oferece uma fortuna para abandonar o contrato e levá-la a um templo diferente. Mocha prontamente concorda. Eles logo encontram-se lutando para evitar o fim do mundo.

## Personagens principais
Moka (Mocha, A Guerreira)
Moka é uma elfa às vezes mal humorada e ignorante, mesmo com essa personalidade ela é uma das melhores lutadoras do continente e sempre está preparada para uma briga. Além de ser a líder do grupo para ela a força vem antes de tudo e também ela é do tipo que bate primeiro e pergunta depois, mas mesmo com essa personalidade ela é uma boa pessoa. Ela às vezes se mete em confusão e muitas das vezes não sabe o por quê. Para Moka, o fato de estar batendo em alguém e mostrar que é forte e vale a pena.
Blueman (O Ladrão)
É baixinho e invocado, mas ao olhar parece ser um gato fofo e inocente. Mas na verdade ele tem um temperamento difícil e é ele que pensa no grupo e sempre tentando dar conselhos para Moka. Suas habilidades, ou melhor, especialidades são abrir portas, baús, etc. E desarmar armadilhas assim ele sendo o ladrão do grupo. Enquanto Moka é uma extrema no grupo Blueman é outro.
Killie Montain (O Mago)
Killie Montain é o mago do grupo, mas na verdade nem parece. É difícil dizer o que ele é, ou seja, ele seria uma raposa ou um cachorro? Killie tem como principal característica nunca falar e sempre se comunica usando placas aí não se sabem se ele é mudo ou só não quer falar mesmo. Na maioria das vezes as magias de Killie falham sendo uns dos momentos mais engraçados na história. Ele é totalmente desligado, por exemplo, quando os outros do grupo lutam ele esta fazendo outras coisas como se comunicar com animais telepaticamente ou qualquer coisa que não tenha nada a ver com o momento além de não se saber muito sobre seu passado.
Espírito
É membro da legendária Academia Mágica, que flutua ocultamente, acima do continente, fazendo parte de uma sociedade que compartilham seus seres espirituais em troca de conhecimento elevado. Com o passar dos anos, o Espírito esqueceu como era ser um humano e para recuperar o conhecimento perdido, saiu em uma jornada, ao lado de alguém de coração nobre. Assim, se transformou numa espada e se ofereceu a Moka.